# Revista de Filología Española
La Revista de Filología Española (RFE) és una revista científica espanyola sobre filologia, que va ser fundada el 1914 per Ramón Menéndez Pidal.
La Revista de Filologia Espanyola amb una periodicitat semestral, acull treballs de filologia espanyola, i proporciona la informació bibliogràfica relacionada amb els seus continguts que apareix en les revistes rebudes a la Biblioteca Tomás Navarro Tomás (CSIC). Es tracta d'una revista avaluada per experts externs, escrita fonamentalment en castellà, malgrat que admet articles en altres llengües romàniques, amb l'aprovació de Consell de Redacció.
La Revista de Filologia Espanyola, que està indexada en la Web of Science, SCOPUS, CWTS Leiden Rànquing, ERIH Plus, REDIB i DOAJ, facilita l'accés sense restriccions a tot el seu contingut des del moment de la publicació.

## Història
Fundada per Ramón Menéndez Pidal, amb el suport de Tomás Navarro Tomás, va aconseguir en pocs anys un indubtable prestigi internacional. A les seves pàgines apareixen investigacions dels col·laboradors de la Secció de Filologia del Centre d'Estudis Històrics, entre els quals, Menéndez Pidal, Navarro Tomás, Américo Castro, Federico de Onís Sánchez, Alfonso Reyes, Amado Alonso, Dámaso Alonso, Rafael Lapesa, Alonso Zamora Vicente; també dels millors especialistes estrangers, com Leo Spitzer, Federico Hanssen, Wilhelm Meyer-Lübke, Carolina Michaëlis de Vasconcelos, Alfred Morel-Fatio, Walther von Wartburg o Yakov Malkiel, entre molts altres.
Les conseqüències de la guerra espanyola van afectar la Revista de Filologia Espanyola, que el 1937 deixa de ser dirigida per Menéndez Pidal i la seva publicació pateix un parèntesi. Però després d'uns anys difícils, sota la direcció de Damaso Alonso, des del 1947, aconsegueix remuntar. Després, l'han dirigit Manuel Alvar López (1980-2000), Antonio Quilis (2000-2003), Pilar García Mouton (2005-2015) i María Jesús Torrens Álvarez. En els últims anys la revista apareix en posicions destacades en els principals índexs de qualitat de revistes de la seva especialitat i, des de 2007, compta amb una versió electrònica que ha contribuït a augmentar notablement la seva difusió. Amb motiu dels seus cent anys, l'Editorial CSIC ha fet accessibles a la Xarxa els números de la revista entre 1954 i 2015, amb la qual cosa, a diferència del que passa amb altres revistes científiques, es poden consultar de manera lliure tant els continguts actuals, com els històrics.